# Theraps godmanni
Theraps godmanni és una espècie de peix pertanyent a la família dels cíclids i a l'ordre dels perciformes.

## Descripció
El mascle fa 30 cm de llargària màxima i la femella, si fa no fa, 25. Cos llarg, robust, comprimit lateralment i amb la boca proporcional a la seua mida. Coloració vermellosa o taronja amb iridescències blaves perlades, encara que hi ha variacions en què el vermell i el blau desapareixen. Presenta un punt negre darrere l'opercle. Els mascles desenvolupen una mena de gep. Aletes típiques d'un cíclid centreamericà. Els mascles tendeixen a ésser més grossos, robustos i amb una coloració més intensa i el cap més prominent que la femella.

## Alimentació
És un omnívor, encara que especialitzat a nodrir-se de vegetació fresca.

## Hàbitat i distribució geogràfica
És un peix d'aigua dolça, bentopelàgic i de clima tropical (26 °C-30 °C), el qual viu a l'Amèrica Central: el riu Polochic al vessant atlàntic de Guatemala. Els registres d'aquesta espècie provinents de Belize són producte d'una identificació errònia.

## Observacions
És inofensiu per als humans, el seu índex de vulnerabilitat és baix (16 de 100) i els adults viuen d'una manera solitària o en parelles.